# Jürgen Käppler
Jürgen Käppler (ur. 2 marca 1945 w Großwaltersdorf) – wschodnioniemiecki kierowca wyścigowy.

## Kariera
W 1965 roku zadebiutował we Wschodnioniemieckiej Formule 3 samochodem SEG II. W 1967 roku zdobył tytuł mistrzowski Wschodnioniemieckiej Formuły 3 w klasie drugiej (Leistungsklasse II). Rok później zdobył pierwsze podium w mistrzostwach, zajmując trzecie miejsce w Lückendorf. We Wschodnioniemieckiej Formule 3 rywalizował do momentu rozwiązania tej serii, tj. do 1971 roku. Następnie uczestniczył w Wyścigowych Mistrzostwach NRD.

## Wyniki we Wschodnioniemieckiej Formule 3
| Rok  | Zespół             | Samochód | Silnik   | Wyniki w poszczególnych eliminacjach | Wyniki w poszczególnych eliminacjach | Wyniki w poszczególnych eliminacjach | Wyniki w poszczególnych eliminacjach | Wyniki w poszczególnych eliminacjach | Wyniki w poszczególnych eliminacjach | Pkt. | Msc. |
| ---- | ------------------ | -------- | -------- | ------------------------------------ | ------------------------------------ | ------------------------------------ | ------------------------------------ | ------------------------------------ | ------------------------------------ | ---- | ---- |
| 1965 |                    |          |          |                                      |                                      |                                      |                                      |                                      |                                      | 5    | 8    |
| 1965 | MC Brand-Erbisdorf | SEG II   | Wartburg | NU                                   | 9                                    | 19                                   | NU                                   | 8                                    | 5                                    | 5    | 8    |
| 1966 |                    |          |          |                                      |                                      |                                      |                                      |                                      |                                      | 3    | 11   |
| 1966 | MC Brand-Erbisdorf | SEG II   | Wartburg | 6                                    | NU                                   | 14                                   | -                                    | 7                                    | NU                                   | 3    | 11   |
| 1968 |                    |          |          |                                      |                                      |                                      |                                      |                                      |                                      | 4    | 6    |
| 1968 | MC Brand-Erbisdorf | SEG II   | Wartburg | NU                                   | NU                                   | 3                                    | NU                                   |                                      |                                      | 4    | 6    |
| 1969 |                    |          |          |                                      |                                      |                                      |                                      |                                      |                                      | 1    | 11   |
| 1969 | MC Brand-Erbisdorf | SEG II   | Wartburg | NU                                   | NU                                   | 6                                    | NU                                   |                                      |                                      | 1    | 11   |
| 1970 |                    |          |          |                                      |                                      |                                      |                                      |                                      |                                      | 11   | 6    |
| 1970 | MC Brand-Erbisdorf | SEG II   | Wartburg | 6                                    | 3                                    | 8                                    | 4                                    | 8                                    |                                      | 11   | 6    |
| 1971 |                    |          |          |                                      |                                      |                                      |                                      |                                      |                                      | 1    | 9    |
| 1971 | MC Brand-Erbisdorf | SEG II   | Wartburg | -                                    | NU                                   | 11                                   | 7                                    | -                                    |                                      | 1    | 9    |